# Жданов Валерій Іванович
Валерій Іванович Жданов (нар. 1950) — український астрофізик, спеціаліст з загальної теорії відносності, астрофізики високих енергій та фізичної космології. Завідувач відділу астрофізики Астрономічної обсерваторії Київського університету. Лауреат Державної премії України в галузі науки і техніки (2014).

## Біографія
Народився 7 серпня 1950 року в Москві. 1972 року закінчив Київський державний університет імені Т. Г. Шевченка за спеціальністю «загальна фізика». 
В 1972-1974 роках працював стажистом-дослідником в Інституті теоретичної фізики НАН України. 1974 року під керівництвом К. Пірагаса захистив кандидатську дисертацію «Дослідження рівнянь руху в релятивістській динаміці взаємодіючих часток». 
У 1974-1988 роках працював на наукових та адміністративних посадах в Українському центрі стандартизації і метрології.
З 1988 року працює в Астрономічній обсерваторії Київського університету. Обіймав посади старшого наукового співробітника, провідного наукового співробітника, а з 1997 року працює завідувачем науково-дослідницького відділу астрофізики. 1992 року захистив докторську дисертацію "Методи наближеного та якісного аналізу в релятивістській динаміці".
Читає теоретичні курси в Київському національному університеті імені Т. Г. Шевченка та НТУУ «Київський політехнічний інститут імені Ігоря Сікорського».

## Відзнаки
- Державна премія України в галузі науки і техніки за роботу «Будова та еволюція Всесвіту на галактичних та космологічних масштабах, прихована маса і темна енергія: теоретичні моделі та спостережні результати» (2014)[3]
- Заслужений діяч науки і техніки України (2015)[1]